# 에마뉘엘 조제프 시에예스

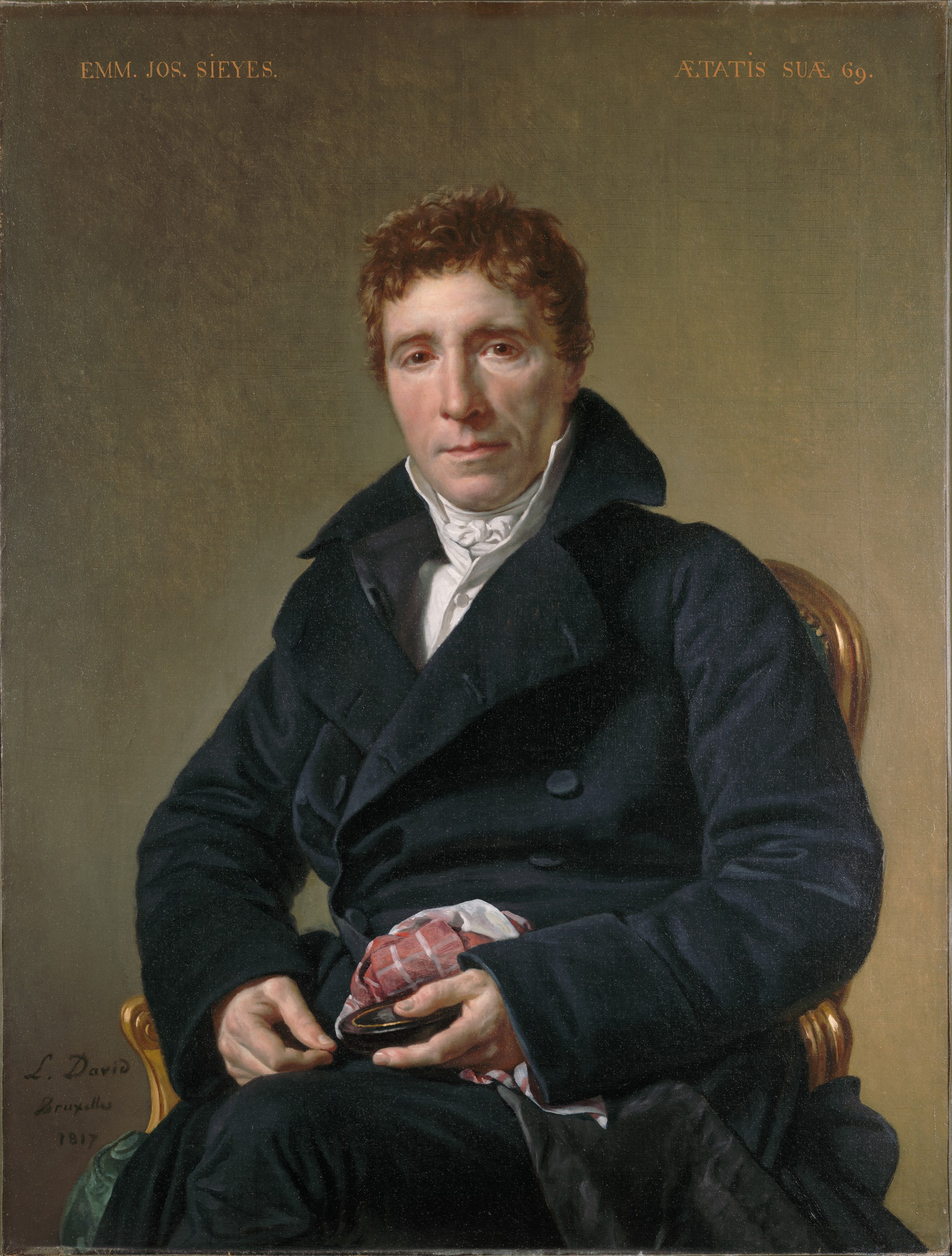
자크 루이 다비드가 1817년에 그린 시에예스의 초상.

에마뉘엘 조제프 시에예스(Emmanuel Joseph Sieyès, 1748년 5월 3일 ~ 1836년 6월 20일)은 프랑스의 정치가이다. 그는 프랑스 혁명과 집정정부, 프랑스 제1제국에 대한 핵심적인 사상의 기반을 마련했다. 그가 1789년 출판한 제3신분이란 무엇인가?는 프랑스 권력을 삼부회에서 국회로 옮기는 혁명을 선언했다. 1799년, 그는 나폴레옹의 쿠데타를 선동하는 역할을 했다. 그는 나폴레옹의 집정정부에서 제2집정관이었다. 그는 또한 "사회학"이란 용어를 처음 사용한 학자이다. 시에예스와 그 지지자들의 사상은 장 요셉 무니에의 그것과 대비되는 것이었다.

## 젊은 시절
시에예스는 프랑스 남부의 프로방스알프코트다쥐르 바르주 프레쥐스에서 태어났고, 소르본 대학에서 로마 가톨릭교회 사제가 되기 위한 교육을 받았다. 그 곳에서 그는 존 로크, 콩디야크, 백과전서파등으로부터 신학적 영향을 받았다.
그는 광명파의 사상을 적극 수용했지만, 어디까지나 신학적인 기반 하에서였다. 그는 곧 가톨릭 총대리와 대법관, 주교로 임명되었다.

## 제3신분이란 무엇인가?
1788년, 루이 16세는 약 150년 만에 삼부회를 소집했다. 자크 네케르는 많은 사람들에게 계급 조직에 대한 의견을 요청했으며, 이에 시에예스는 소책자 〈제3신분이란 무엇인가?〉(Qu’est-ce que le tiers état?)를 저술해 프랑스 혁명 직전 1789년 1월에 배포하기 시작했다. 이 책자의 첫머리는 이렇게 시작한다.
제3신분이란 무엇인가? 모든 것이다. 지금까지 그들의 정치적인 목적은 무엇이었는가? 아무것도 아니었다. 그들이 무엇을 바라는가? 무언가 되기를 원한다.

유명한 이 구절은 니콜라 샹포르에게 영감을 받은 것이었다. 시에예스가 발간한 팜플렛은 굉장히 성공적이었고, 그는 성직자 신분였음에도 불구하고(즉, 제1신분이었음에도) 삼부회에서 파리의 제3신분을 대변하는 역할을 맡았다. (프랑스의 사회 구조 자체를 보자면, 2신분에서 1신분, 즉, 귀족에서 사제가 되는 것은 가능하였으나, 3신분에서 2신분 혹은 1신분으로 가는 것은 금지되었다. 시에예스는 성직자였지만, 그의 아버지는 우편 배달부였고, 신분제였던 프랑스에서는, 이것이 그가 1신분 혹은 2신분이 되는 것에 장애물이 되었다. 따라서, 시에예스는 3신분을 대표하게 된 것이다.) 또한 시에예스는 프랑스 인권 선언의 초안을 작성하고, 주권이나 인권, 대의제 등의 개념을 고안하는 등 프랑스 혁명 초기에 중요한 역할을 했다.
시에예스는 프랑스에서는 영국처럼 기존 세력과 협상을 통해 혁명을 이루는 것은 어려우므로, 구체제와 완전히 결별한 제3신분이 주도하는 새로운 혁명이 필요하다는 것을 입증하고자 하였다. 그는 그러한 혁명을 위해 프랑스 사람들이 공통의 법률에 의하여 규율되는 하나의 국민(nation)이 되도록 일체성을 확보해야 하며, 이후에 귀족과 교회의 대표 및 시민계급의 대표로 구성되는 제헌의회(constituante)를 소집하여 국민적 총의에 기반한 만인을 위한 헌법을 제정하여 정치권력의 정당성을 담보하는 새 체제를 만들어야 한다고 주장하였다.

### 프랑스 혁명에 끼친 영향
시에예스의 팜플렛은 프랑스 혁명의 핵심적인 사상을 마련했다. 팜플렛에서 그는 제3계급의 생각을 대변했고, 앙시엥 레짐의 모순과 불합리성을 폭로했다.또한 그는 팜플렛을 통해 그동안 침묵하던 계급이 단결하고 목소리를 낼 수 있게 했고, 이것이 삼부회에서 논의될 수 있게 했다.
팜플렛은 "공공 서비스"의 의미를 다시 정의했다. 귀족정치 아래에서, 공공 서비스란 지배계급이 사회적 계급구조를 유지하기 위한 일종의 "고된" 일이었다. 반면 시에예스는 공공 서비스를 제1, 2계급이 아니라 제3계급을 위한 기능이라고 주장했다. 결국, 이 팜플렛은 프랑스란 나라의 주권을 무능하고 이기적인 귀족주의자에게서, 노동을 통해 "실제 사회를 지탱하는" 노동자 계급에게로 옮겨야 한다는 내용을 담고 있다. 프랑스 혁명은 제3계급 사이에서 이러한 급진적 메시지를 퍼뜨리는 역할을 했다.

## 국회, 공포시대
그는 대중 앞에서 거의 연설하지 않았지만, 큰 영향력을 지니고 있었고, 입헌군주제에 대한 위원회에 참여하게 되었다. 하지만 이는 미라보 등의 강력한 반대에 부딪혔다. 그는 또한 데파르트망 제도를 확립하는 데 많은 영향을 끼쳤다. 1790년 봄에 그는 국민 제헌 회의에서 격주간 대표를 맡았다.
다른 제헌 의회 의원과 마찬가지로, 그는 로베스피에르의 조례에 의해 입법 의회에 참여하지 못했다. 그는 제1공화국이 등장한 후에야 국민 공회에 참여할 수 있었다(1792년 9월 ~ 1795년 9월) 그는 루이 16세의 처형에 찬성했지만, 그 때문에 시에예스가 그를 비난했다는 오해를 받기도 했다 공포 시대에 시에예스는 최고존재 축제(Cult of Reason)에 대한 전향을 강요받았다.

## 총재정, 음모
1795년 그는 외교 문제로 헤이그에 파견됐고, 프랑스와 바타비안 공화국 사이에 조약을 체결하는 데 역할을 했다. 그는 '1795년 국회'로 돌아왔고(프랑스 총재정부 아래), 총재로 추대를 받았지만 이를 고사했다. 1798년 5월 그는 베를린에 특명전권대사 자격으로 파견되었다. 당시 임무는 프로이센을 반프랑스 세력에서 빼내기 위함이었지만, 이는 실패했다. 1799년 5월, 시에예스는 장-프랑코 로벨(Jean-François Rewbell)의 뒤를 이어 집정관의 자리에 올랐다.
그럼에도 불구하고, 시에예스는 총재정을 폐지하려는 생각을 굽히지 않았다. 그는 카를 대공이나 브라운슈바이크 공작 같은 뛰어난 지도자가 정부를 이끌어야 한다고 생각했다. 이러한 그의 사상은 후에 자코뱅당이 쿠데타를 일으키는 데 중요한 원인 중 하나가 되었다.

## 브뤼메르, 제정, 노년
노비 전투에서 주베르가 죽은 후, 나폴레옹이 돌아오면서 프로젝트는 중단될 위기에 처했다. 하지만 시에예스는 나폴레옹을 설득해 이를 재개했다. 브뤼메르 18일 쿠데타 후, 시에예스는 그의 사상을 반영해서 새로이 프랑스 헌법을 제작했다. 초고는 나폴레옹이 전면적으로 검토를 거친 후에 발표됐다. 이 헌법(Constitution of the Year VIII)은 후에 프랑스 집정정부의 기반이 되었다.
브뤼메르 18일 쿠데타 후에 시에예스는 임시집정직을 맡았지만, 헌법 공표 후 곧 이를 사퇴하고 상원위원(Sénat conservateur)으로 취임했다. 1800년 12월 생-니캐즈 사건 이후, 시에예스는 자코뱅당의 대표격이었던 나폴레옹을 변호했다.
프랑스 제1제국(1804~1814)이 끝날 때까지 시에예스는 의원직을 유지했다. 부르봉 왕정복고 후, 1816년 루이 18세는 그를 아카데미에서 쫓아내고 브뤼셀로 보냈다. 그는 1830년 7월 혁명 때 프랑스로 돌아와, 1836년 사망했다.

## 시에예스와 사회학
1795년 시에예스는 Institut de France의 윤리정치학 아카데미(Academy of Moral and Political Sciences)의 첫 번째 회원이 되었다. 1803년 Institut de France가 아카데미 프랑세즈로 바뀐 후에, 그는 장 실뱅 바이이의 후임으로 armchair 31에 선출되었다(바이이는 공포 시대였던 1793년 11월 12일에 단두대에서 처형당했다). 하지만 부르봉 왕정복고 이후, 루이 18세는 그를 쫓아내고 그 자리에 라이-톨렌다(Lally-Tollendal)를 임명했다.
최근 공개된 그의 미발표 저작에 의하면, 그는 1780년 처음으로 사회학(sociologie)라는 용어를 사용했다. 이 용어는 그로부터 50여년이 지난 후에 오귀스트 콩트에 의해 대중에 소개된다.